# アンドレイ・ファブリーチニコフ
アンドレイ・アルカジエヴィチ・ファブリーチニコフ（ロシア語: Андрей Аркадьевич Фабричников、英語: Andrey Arkadievich Fabrichnikov、1962年 - ）は、ソビエト連邦時代から生え抜きのロシア連邦の外交官。2014年5月から2019年8月にかけて、在札幌総領事を務めていた。母国語のロシア語に加えて、日本語と英語に堪能。モスクワ生まれで、モスクワ国際関係大学出身。
1984年、ソビエト連邦外務省付属モスクワ国際関係大学卒業後、外務省に入省する。モスクワでの本省勤務や駐日ソビエト連邦大使館、駐日ロシア連邦大使館での勤務を経て、2012年から2014年にかけて駐日ロシア連邦大使館参事官、2014年5月29日から2019年8月28日にかけて在札幌総領事。
ファブリーチニコフが総領事として在任中の2019年5月11日、北方領土を訪問中の丸山穂高衆議院議員が当地における日露間の領土紛争を解決する手段として戦争を提案し、泥酔状態で「戦争しないとどうしようもなくないですか」と発言した。同年5月24日、ファブリーチニコフ総領事が工藤壽樹函館市長を表敬訪問した。懇談の際に工藤市長が丸山議員の発言について触れて批判した上で、「ご存じと思うが、あんなのは例外で、みんなが考えているわけではない」と丸山発言をこき下ろしたが、ファブリーチニコフ総領事はこれに対して苦笑しながらも冗談を交えて返し、ことさら追及せずに話を収めた。

## インタビュー
- ファブリーチニコフアンドレイ「特集 ファブリーチニコフ総領事に札幌着任一年のインタビュー : 北海道に着任して一年。両国・両地域の当面する課題はなにか」『ボストーク : NPO法人ロシア極東研機関誌』第23号、ロシア極東研、2015年10月、2-9頁、NAID 40020773739。